# Вукова Горица
Вукова Горица је насељено место у саставу општине Нетретић у Карловачкој жупанији, Република Хрватска.

## Историја
У месту је рођен др Иван Шубашић (1892-1955), адвокат и политичар. Био је члан Хрватске сељачке странке и бан Хрватске бановине пред Други светски рат. Ту је имао своје имање, на којем се често бавио са породицом. На крају Другог светског рата вратио се 1944. године, да би 1945. године по споразуму Тито-Шубашић постао потпредседник прелазне владе.
Место је 1865. године имало 522 становника; све католика. Римокатоличка црква Св. Јурја налази се у селу. Становници су крајем 19. века говорили чакавским дијалектом.
До територијалне реорганизације у Хрватској насеље се налазило у саставу старе општине Дуга Реса.

## Становништво
На попису становништва 2011. године, Вукова Горица је имала 52 становника.